# Vaulnaveys-le-Haut
Vaulnaveys-le-Haut – miejscowość i gmina we Francji, w regionie Owernia-Rodan-Alpy, w departamencie Isère.
Według danych na rok 1990 gminę zamieszkiwało 2666 osób, a gęstość zaludnienia wynosiła 134 os./km² (wśród 2880 gmin regionu Rodan-Alpy Vaulnaveys-le-Haut plasuje się na 334. miejscu pod względem liczby ludności, natomiast pod względem powierzchni na miejscu 506.).